# Reventlow-Criminil

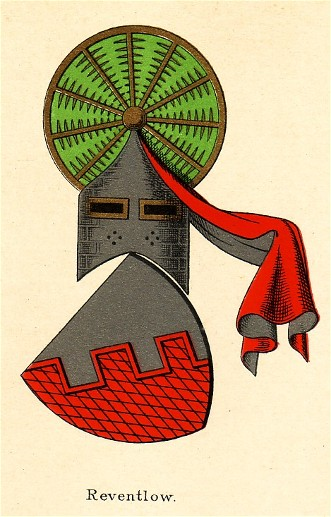
Reventlows vapensköld 1893 af Anders Thiset

Reventlow-Criminil är en holsteinsk adelssläkt, som härstammar från en fransk emigrant, markis le Merchier de Criminil, vilken 1796 kom till Holstein. Denne gifte sig där med en grevinna Schimmelmann och fick med henne två söner, Joseph Carl och Heinrich Anna, vilka 1815 adopterades av sin morfars svåger, en Reventlow, och 1820 av danska regeringen fick namn och vapen som grevar av Reventlow-Criminil.